# Cayos de Caña Gorda
La Isla de Guilligan ubicada en la costa del municipio de Guanica es parte de Los Cayos de Caña Gorda que son un grupo de tres cayos deshabitados, de unas 18 hectáreas cubiertos de manglares situados en las coordenadas 17°56′32″N 66°52′17″O / 17.94222, -66.87139, en la costa suroeste de Puerto Rico. Pertenecen al barrio Caranero, municipio de Guánica. 
El cayo del Este, Isla Ballena está separado de la isla principal de Puerto Rico continental en Punta Ballena solo por un canal de 20 m de ancho. El cayo oeste, llamado Isla de Gilligan (por la serie de televisión), o Cayo Aurora, es accesible en barco (estando a 600 metros de tierra firme en Punta Jacinto) y cuenta con playas públicas. Entre los dos se encuentra Cayo Honda, el cayo central. La isla está rodeada de arrecifes de coral donde se pueden encontrar diversas especies de peces en peligro de extinción como lo son el Pez Capitán y el Mero Cabrilla. La superficie total es de 0,18 km² (177.606 m², Bloque 1069, Grupo del Bloque 1, Municipio Guánica).